# Genocídio em Timor-Leste
O genocídio em Timor-Leste refere-se às "campanhas de pacificação" de terrorismo de Estado que foram empreendidas pelo governo indonésio da Nova Ordem durante a invasão e posterior ocupação indonésia de Timor-Leste, apoiada pelos Estados Unidos. A Universidade de Oxford mantem um consenso acadêmico que considera a ocupação indonésia de Timor-Leste como genocídio e a Universidade de Yale o leciona como parte de seu programa de Estudos sobre Genocídio.

## Invasão inicial
Desde o início da invasão em agosto de 1975, bem como depois, as Forças Armadas da Indonésia se envolveram no massacre indiscriminado de civis timorenses. No início da ocupação, a rádio da FRETILIN enviou a seguinte transmissão: "As forças indonésias estão matando indiscriminadamente. Mulheres e crianças estão sendo baleadas nas ruas. Todos nós vamos ser mortos ... Este é um apelo à ajuda internacional. Por favor, faça algo para impedir esta invasão." Um refugiado timorense contou mais tarde sobre "estupros [e] assassinatos a sangue frio de mulheres e crianças e donos de lojas chinesas". O bispo de Díli na época, Martinho da Costa Lopes, disse mais tarde: "Os soldados que desembarcaram começaram a matar todos que podiam encontrar. Havia muitos cadáveres nas ruas - tudo o que podíamos ver eram os soldados matando, matando, matando".
Num incidente, um grupo de cinquenta homens, mulheres e crianças - incluindo o repórter freelancer australiano Roger East - foi alinhado em um penhasco nos arredores de Dili e fuzilados, com os seus corpos caindo no mar. Muitos desses massacres ocorreram em Dili, onde os espectadores eram obrigados a observar e contar em voz alta à medida que cada pessoa era executada. Estima-se que pelo menos 2.000 timorenses foram massacrados nos primeiros dois dias da invasão apenas em Dili. Além dos apoiadores da FRETILIN, os migrantes chineses também foram visados para execução; quinhentos foram mortos apenas no primeiro dia.
Os assassinatos em massa continuaram inabaláveis à medida que as forças indonésias avançavam nas regiões montanhosas de Timor Leste, mantidas pela Fretilin. Um guia timorense de um oficial superior indonésio disse ao ex-cônsul australiano para o Timor Português James Dunn que durante os primeiros meses do combate as tropas das Forças Armadas da Indonésia "mataram a maioria dos timorenses que encontraram". Em fevereiro de 1976, depois de capturar a cidade de Aileu - ao sul de Dili - e expulsar as forças restantes da Fretilin, as tropas indonésias mataram a tiros a maior parte da população da cidade, alegadamente atirando em todos com idade superior a três anos. As crianças que foram poupadas foram levadas de volta para Dili em caminhões. Na época em que Aileu caiu para as forças indonésias, a população estava em torno de 5.000; no momento em que os trabalhadores humanitários indonésios visitaram a aldeia em setembro de 1976, restavam apenas 1.000. Em junho de 1976, as tropas das Forças Armadas da Indonésia severamente desgastadas por um ataque da Fretilin exigiram vingança contra um grande campo de refugiados que abrigava 5 a 6.000 timorenses em Lamaknan, perto da fronteira com Timor Ocidental. Depois de incendiar várias casas, soldados indonésios massacraram até 4.000 homens, mulheres e crianças.
Em março de 1977, o ex-cônsul australiano James Dunn publicou um relatório detalhando as acusações de que, desde dezembro de 1975, as forças indonésias mataram entre 50.000 e 100.000 civis em Timor-Leste. Isto é consistente com uma declaração feita em 13 de fevereiro de 1976 pelo líder da União Democrática Timorense (UDT) Lopez da Cruz de que 60.000 timorenses foram mortos durante os seis meses anteriores da guerra civil, sugerindo um número de mortos de pelo menos 55.000 nos dois primeiros meses da invasão. Uma delegação de trabalhadores humanitários indonésios concordou com esta estatística.
Um relatório no final de 1976 pela Igreja Católica também estimou o número de mortes entre 60.000 e 100.000. Esses números também foram corroborados pelos do próprio governo indonésio. Em uma entrevista em 5 de abril de 1977 para o Sydney Morning Herald, o ministro das Relações Exteriores da Indonésia, Adam Malik, disse que o número de mortos era "50.000 pessoas ou talvez 80.000".
O governo indonésio apresentou sua anexação de Timor-Leste como uma questão de unidade anticolonial. Um folheto de 1977 do Departamento de Relações Exteriores da Indonésia, intitulado Decolonization in East Timor, prestou homenagem ao "direito sagrado da autodeterminação" e reconheceu a APODETI como os verdadeiros representantes da maioria timorense. Reivindicava que a popularidade da FRETILIN foi o resultado de uma "política de ameaças, chantagem e terror". Mais tarde, o ministro das Relações Exteriores da Indonésia, Ali Alatas, reiterou essa posição em seu livro de memórias de 2006, The Pebble in the Shoe: The Diplomatic Struggle for East Timor. A divisão original da ilha em leste e oeste, argumentou a Indonésia após a invasão, foi "o resultado da opressão colonial" imposta pelas potências imperiais portuguesas e holandesas. Assim, de acordo com o governo indonésio, a anexação da 27.ª província era apenas mais um passo na unificação do arquipélago que foi iniciada na década de 1940.

### Reassentamento e fome forçada
Como resultado da destruição das culturas alimentares, muitos civis foram forçados a deixar as colinas e se render as Forças Armadas da Indonésia. Muitas vezes, quando os aldeões sobreviventes desciam para regiões mais baixas para se render, os militares os executavam. Aqueles que não foram mortos diretamente pelas tropas indonésias foram enviados para os centros receptores que foram previamente preparados. Estes campos eram localizados nas proximidades das bases militares locais, onde as forças indonésias "examinaram" a população, a fim de distinguir membros da resistência, muitas vezes com a ajuda de colaboradores timorenses. Nestes campos de transição, os civis rendidos eram registrados e interrogados. Aqueles que eram suspeitos de serem membros da resistência eram detidos e mortos.
Esses centros eram frequentemente construídos em cabanas de colmo sem banheiros. Além disso, os militares indonésios impediram a Cruz Vermelha de distribuir ajuda humanitária e nenhum tratamento médico foi prestado aos detidos. Como resultado, muitos timorenses - enfraquecidos pela fome e sobrevivendo com pequenas rações dadas pelos seus captores - morreram de desnutrição, cólera, diarreia e tuberculose. No final de 1979, entre 300.000 e 370.000 timorenses passaram por esses campos. Após um período de três meses, os detidos foram reassentados em "aldeias estratégicas", onde foram presos e submetidos a fome forçada. Os que estavam nos campos foram impedidos de viajar e cultivar em terras agrícolas e foram submetidos a um toque de recolher. O relatório da Comissão da Verdade da ONU confirmou o uso de fome forçada pelos militares indonésios como uma arma para exterminar a população civil timorense e que um grande número de pessoas teve "acesso negado categoricamente à comida e suas fontes". O relatório citou testemunhos de indivíduos que tiveram comida negada e destruição detalhada de colheitas e gado por soldados indonésios. Concluiu que esta política de fome deliberada resultou na morte de 84.200 a 183.000 timorenses. Um funcionário da igreja relatou quinhentos timorenses morrendo de fome todos os meses em um distrito.
A World Vision Indonesia visitou Timor Leste em outubro de 1978 e afirmou que 70.000 timorenses estavam em risco de inanição. Um enviado do Comitê Internacional da Cruz Vermelha informou em 1979 que 80% da população de um campo estava desnutrido, em uma situação "tão ruim quanto Biafra". O CICV alertou que "dezenas de milhares" corriam risco de morrer de fome. A Indonésia anunciou que estava trabalhando através da Cruz Vermelha Indonésia, administrada pelo governo, para aliviar a crise, mas a ONG Action for World Development acusou a organização de vender suprimentos de ajuda doados.

## Operações de pacificação indonésias

### Operasi Keamanan: 1981–1982
Em 1981, o exército indonésio lançou a Operasi Keamanan (Operação de Segurança), que alguns chamaram de programa "cerca de pernas". Durante esta operação, as forças indonésias recrutaram de 50.000 a 80.000 homens e meninos timorenses para marchar pelas montanhas à frente do avanço das tropas das Forças Armadas da Indonésia  como escudos humanos para impedir um contra-ataque da FRETILIN. O objetivo era repelir as guerrilhas para a parte central da região, onde poderiam ser erradicadas. Muitos dos que foram recrutados para a "cerca de pernas" morreram de inanição, exaustão ou foram mortos a tiros pelas forças indonésias por permitirem que os guerrilheiros escapassem. Enquanto a "cerca" convergia para as aldeias, as forças indonésias massacraram um número desconhecido de civis. Pelo menos 400 aldeões foram massacrados em Lacluta pelo Batalhão 744 do Exército Indonésio em setembro de 1981. Uma testemunha ocular que testemunhou perante o Senado Australiano afirmou que os soldados mataram deliberadamente crianças pequenas esmagando suas cabeças contra uma rocha. A operação falhou em aniquilar a resistência e o ressentimento popular em relação à ocupação ficou mais forte do que nunca. Enquanto as tropas da FRETILIN nas montanhas continuavam seus ataques esporádicos, as forças indonésias realizaram inúmeras operações para destruí-las nos próximos dez anos. Nas cidades e aldeias, entretanto, um movimento de resistência não-violenta começou a tomar forma.

### 'Operação Limpeza Geral': 1983
O fracasso de sucessivas campanhas indonésias de contra-insurgência levou o comandante do Comando do Complexo Militar  Sub-regional baseado em Dili, Coronel Purwanto, a iniciar conversações de paz com o comandante da FRETILIN, Xanana Gusmão, em uma área controlada pela FRETILIN em março de 1983. Quando Xanana procurou invocar Portugal e a ONU nas negociações, o comandante das Forças Armadas da Indonésia, Benny Moerdani, rompeu o cessar-fogo anunciando uma nova ofensiva de contra-insurgência chamada "Operação Limpeza Geral" em agosto de 1983, declarando: "Desta vez não vamos perder tempo. Desta vez, vamos atingi-los sem piedade."
A ruptura do acordo de cessar-fogo foi seguida por uma onda renovada de massacres, execuções sumárias e "desaparecimentos" pelas forças indonésias. Em agosto de 1983, 200 pessoas foram queimadas vivas no povoado de Creras, com 500 outras mortas em um rio próximo. Entre agosto e dezembro de 1983, a Anistia Internacional documentou as prisões e "desaparecimentos" de mais de 600 pessoas somente na capital. Os parentes foram informados pelas forças indonésias que os "desaparecidos" foram enviados para Bali.
Os suspeitos de se opor à integração eram frequentemente presos e torturados. Em 1983, a Anistia Internacional publicou um manual indonésio que recebera de Timor-Leste instruindo os militares sobre como infligir angústia física e mental e alertando as tropas para "evitar tirar fotografias mostrando a tortura (de alguém que recebeu choques elétricos, foi despojado e assim por diante)". No seu livro de memórias de 1997, East Timor's Unfinished Struggle: Inside the Timorese Resistance, Constâncio Pinto descreve ser torturado por soldados indonésios: "A cada pergunta, eu recebia dois ou três socos no rosto. Quando alguém lhe dá um soco com tanta força, parece que seu rosto está quebrado. As pessoas me batiam nas minhas costas e nas minhas laterais com as mãos e depois me chutavam ... [Em outro local] me torturavam psicologicamente; não me atingiram, mas fizeram fortes ameaças para me matar. Até colocaram uma arma em cima da mesa." No livro de Michele Turner, Telling East Timor: Personal Testimonies 1942–1992, uma mulher chamada Fátima descreve como ocorria a tortura na prisão de Dili: "Eles fazem as pessoas se sentarem em uma cadeira com a frente da cadeira nos próprios dedos. Isso é loucura, sim. Os soldados urinam na comida e depois a misturam para a pessoa comer. Eles usam choque elétrico e usam uma máquina elétrica ...

## Violência contra as mulheres
Os abusos dos militares indonésios contra mulheres em Timor-Leste foram numerosos e bem documentados. Além de sofrer detenções arbitrárias, tortura e execução extrajudicial, as mulheres enfrentaram estupro e abuso sexual - algumas vezes pelo crime de estarem relacionadas a um ativista pela independência. O alcance do problema é difícil de determinar, devido ao intenso controle militar imposto durante a ocupação, agravado pela vergonha das vítimas. Em um relatório de 1995 sobre a violência contra mulheres na Indonésia e em Timor-Leste, a Anistia Internacional dos Estados Unidos escreveu: "As mulheres relutam em passar informações a organizações não-governamentais sobre estupro e abuso sexual, sobretudo em denunciar violações às autoridades militares ou policiais."
Outros tipos de violência contra as mulheres assumiram a forma de assédio, intimidação e casamento forçado. O relatório da Anistia cita o caso de uma mulher forçada a viver com um comandante em Baucau, e depois assediada diariamente pelas tropas após sua libertação. Tais "casamentos" aconteciam regularmente durante a ocupação. As mulheres também foram incentivadas a aceitar procedimentos de esterilização e algumas foram pressionadas a tomar o contraceptivo Depo Provera, às vezes sem o pleno conhecimento de seus efeitos.
Em 1999, a pesquisadora Rebecca Winters lançou o livro  Buibere: Voice of East Timorese Women, que narra muitas histórias pessoais de violência e abuso que datam dos primeiros dias da ocupação. Uma mulher conta que foi interrogada enquanto estava despida, torturada, molestada e ameaçada de morte. Outra descreve ser acorrentada nas mãos e nos pés, estuprada repetidamente e interrogada por semanas. Uma mulher que preparou comida para os guerrilheiros da FRETILIN foi presa, queimada com cigarros, torturada com eletricidade e forçada a passar nua por uma fileira de soldados até um tanque cheio de urina e fezes.

## Massacre de Santa Cruz

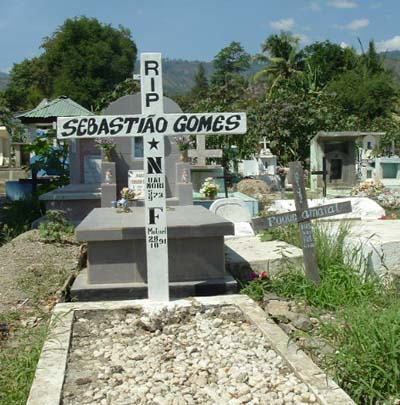
O massacre de Santa Cruz ocorreu durante uma procissão fúnebre em 1991 para o túmulo de Sebastião Gomes.

Durante uma missa memorativa em 12 de novembro de 1991 para um jovem pró-independência baleado pelas tropas indonésias, manifestantes entre uma multidão de 2.500 homens desenrolaram a bandeira e faixas da Fretlin com slogans pró-independência e cantaram ruidosamente, mas pacificamente. Após um breve confronto entre as tropas indonésias e os manifestantes ,  200 soldados indonésios abriram fogo contra a multidão, matando pelo menos 250 timorenses.
Os testemunhos de estrangeiros no cemitério foram rapidamente relatados às organizações internacionais de notícias e as imagens em vídeo do massacre foram bastante divulgadas internacionalmente, causando indignação. Em resposta ao massacre, ativistas de todo o mundo organizaram-se em solidariedade aos timorenses e uma nova premência trouxe a apelos à autodeterminação. A TAPOL, uma organização britânica formada em 1973 para defender a democracia na Indonésia, aumentou seu trabalho em torno de Timor-Leste. Nos Estados Unidos, a East Timor Action Network (atual East Timor and Indonesia Action Network) foi fundada e logo teve capítulos em dez cidades do país. Outros grupos de solidariedade apareceram em Portugal, Austrália, Japão, Alemanha, Irlanda, Países Baixos, Malásia e Brasil. A cobertura do massacre foi um exemplo vívido de como o crescimento das novas mídias na Indonésia estava tornando cada vez mais difícil para a "Nova Ordem" controlar o fluxo de informações dentro e fora da Indonésia, e que na década de 1990 do pós-Guerra Fria, o governo estava sob crescente escrutínio internacional. Vários grupos estudantis pró-democracia e suas revistas começaram a discutir aberta e criticamente não apenas Timor-Leste, mas também a "Nova Ordem" e a história mais ampla e o futuro da Indonésia.
A forte condenação dos militares não veio apenas da comunidade internacional, mas de parte da elite indonésia. O massacre encerrou a abertura do território pelo governo em 1989 e um novo período de repressão começou. Warouw foi removido de sua posição e a sua abordagem mais complacente à resistência timorense repreendida pelos seus superiores. Os suspeitos de serem simpatizantes da Fretilin foram presos, violações dos direitos humanos aumentaram e a proibição de jornalistas estrangeiros foi reimposta. O ódio a presença militar indonésia intensificou-se entre os timorenses. O Grupo 3 do Kopassus, do major-general Prabowo Subianto,  treinou gangues de milícias vestidas com capuzes pretos para esmagar a resistência  remanescente.

## Representações na ficção
- Balibo, filme de 2009